# Cántabros
Cántabros (en latín: Cantăbrī, derivado de Cantăber; en griego antiguo: Καντάβροι, Kantábroi) era el nombre con el que los romanos identificaron a un conjunto de tribus prerromanas que habitaban en el norte de la península ibérica, específicamente en una región montañosa y costera que abarcaba la actual Cantabria, así como áreas colindantes de Burgos, Palencia, León, Asturias y Vizcaya. Este pueblo destacó por su resistencia frente al poder romano durante las denominadas guerras cántabras (29-19 a. C.), que culminaron con la incorporación de su territorio al Imperio romano.

## Territorio y organización
El territorio cántabro, caracterizado por montañas escarpadas, valles profundos y una costa abrupta, ofrecía condiciones que favorecieron su defensa frente a los invasores. Amaya, situada en las estribaciones de la cordillera Cantábrica, se considera su principal ciudad o centro estratégico. Los cántabros vivían organizados en tribus o clanes independientes, con fuertes vínculos comunitarios. Entre estas tribus destacan los vadinienses, coniscos y orgenomescos, entre otras.
Cultura y Sociedad
La cultura cántabra estaba profundamente ligada a su entorno natural. Practicaban una economía basada en la ganadería, especialmente de caballos y vacas, complementada con la caza, la pesca y una agricultura limitada por las condiciones del terreno. Su religión estaba centrada en el culto a la naturaleza, con deidades asociadas a montañas, ríos y bosques. Los romanos describieron a los cántabros como un pueblo guerrero y resistente, con una fuerte tradición de autonomía y lealtad tribal.

## Guerras cántabras
Las guerras cántabras representan uno de los episodios más destacados de su historia. Este conflicto enfrentó al pueblo cántabro con el poderío del Imperio romano bajo el emperador Augusto. A pesar de su inferioridad numérica y tecnológica, los cántabros ofrecieron una feroz resistencia, utilizando tácticas de guerrilla y aprovechando el terreno montañoso. Tras una década de enfrentamientos, los romanos lograron someter la región, imponiendo su dominio y comenzando un proceso de romanización.

## Legado
A pesar de la conquista romana, los cántabros lograron preservar elementos significativos de su identidad cultural, algunos de los cuales han perdurado en las tradiciones y costumbres de la actual Cantabria. Su memoria ha sido reivindicada como símbolo de resistencia y orgullo regional, y su historia sigue siendo un tema de interés en la arqueología y la historiografía de la península ibérica.

## Tribus en períodos históricos
El estudio de las fuentes clásicas da noticia de la existencia de varias tribus o clanes, como pueden ser los salaenos, orgenomescos, avariginos, blendios y coniscos en el litoral, concanos, coniacos, plentusios, tamáricos, vadinienses y vellicos en el interior. Algunos autores, como el historiador Eduardo Peralta Labrador, han querido justificar la mención de dos ciudades cántabras de las cuales se desconocen sus populi planteando la existencia de dos tribus más: noegos y moroecanos.
Los datos disponibles no permiten entrever organizaciones políticas superiores a cada clan, con lo que se ponen en duda las acciones conjuntas y sin traiciones contra Roma e incluso su homogeneidad cultural. Aunque no hay datos que lo confirmen, de ser así los cántabros habrían supuesto la única excepción dentro de los pueblos prerromanos ibéricos.
Los cántabros pueden rastrearse documentalmente hasta el siglo III a. C. Es probable que se definieran como pueblo entre los siglos VIII y IV a. C. Durante la Edad del Bronce, por lo tanto, parece improbable hablar de un pueblo cántabro. Los hallazgos arqueológicos, por otra parte, señalan el siglo III a. C. como comienzo de un proceso de asimilación cultural celtibérica entre los cántabros. El mayor hallazgo arqueológico de esta época desconocida es el castro de Los Baraones (Valdegama), en el núcleo del antiguo territorio cántabro, con 7 capas que van desde el 1200 a. C. hasta el 400 a. C.

## Descripciones en las fuentes clásicas
La primera cita histórica documentada sobre este pueblo nos la proporciona Catón el Viejo en su obra Orígenes, de la que se conservan varios fragmentos. Uno de ellos habla de la campaña que el propio Catón realizó por la península ibérica cuando era cónsul en el año 195 a. C. Dice:

«[...] fluvium Hiberum: is oritur ex Cantabris, magnus atque pulcher, pisculentus.»
«[...] el río Ebro: nace en tierra de cántabros, grande y hermoso, abundante en peces.»
Marco Porcio Catón, "el Viejo". Orígenes (VII), 195 a. C.

Este tipo de referencias nos muestra que la denominación de estos pueblos como Cantabri era conocida en el siglo III a. C., lo que permitiría datar su génesis entre finales de la Edad de Bronce y principios de la Edad de Hierro. A partir de ese escrito de Catón, las citas de historiadores y geógrafos griegos y latinos son numerosas, sobre todo durante su resistencia en las guerras cántabras, nombre con el que se conocen las guerras de cántabros y astures contra Roma.
Nos han llegado algunos fragmentos que describen a estos indómitos pueblos, como el verso del poeta Horacio: «Cantabrum indoctum iuga ferre nostra», que significa «El cántabro, no enseñado a llevar nuestro yugo», o el extracto del geógrafo romano Estrabón que se recoge a continuación:

Estos se alimentan, en dos tiempos del año, de bellota, secándola, moliéndola y haciendo pan de la harina. Forman bebida de cebada; tienen poco vino, y el que llega lo consumen luego en convites con los parientes. Usan manteca en lugar de aceite. Cenan sentados, dispuestos a este fin asientos en las paredes. La edad y la dignidad llevan los primeros lugares. Mientras se sirve la bebida bailan a son de gaita y de flauta. Vístense todos de negro con sayos, de que forman cama, echándolos sobre jergón de hierbas. Tienen vasos de cera como los celtas, y las mujeres gastan ropas floridas o de color de rosa.
En lugar de dinero conmutan una cosa por otra, o cortan algo de una lámina o plancha de plata.
A los condenados a muerte los precipitan desde una roca, y a los patricidas los cubren de piedras fuera de sus términos o de sus ríos.
Los casamientos son al modo de los griegos; y a los enfermos los sacan al público, como los egipcios, a fin de tomar consejo de los que hayan sanado de semejante accidente.
Hasta el tiempo de Bruto usaban barcas de cuero; ya tienen algunas de troncos de árboles.
La rusticidad y fiereza de sus costumbres proviene no sólo de las guerras, sino de vivir apartados de otras gentes, y faltando comunicación falta también sociedad y humanidad. Hoy se ha remediado algo por el trato con los romanos después de sujetarlos Augusto; pero los que tienen menos comunicación son más inhumanos, contribuyendo para ello la aspereza de los montes en que viven.
Lávanse con orines que dejan pudrir en las cisternas, y hombres y mujeres se limpian con ellos los dientes.
Las madres mataban a los hijos en tiempo de la guerras cántabras para que no cayesen en manos de sus enemigos. Un mozo, viendo a sus padres y hermanos prisioneros, los mató a todos por orden del padre, que le dio el hierro para ello. Otro, llamado a un convite, se arrojó en el fuego.
Parécense a los celtas, a los de la Tracia y Escitia.
Las mujeres labran los campos, y cuando paren hacen acostar a los maridos y ellas les sirven. Cuéntase también en prueba de la demencia cantábrica que algunos, viéndose clavados en cruces por sus enemigos, cantaban alegremente, lo que indica fiereza.
De una hierba semejante al apio forman un veneno activísimo que mata sin dolor, y lo tienen a la mano para usarlo en cualquier adversidad, especialmente por si daban en manos de romanos.
Otras cosas, dice, usan no tan de fieras, como es que el varón dota la mujer; que instituyen herederas a las hijas y éstas casan a los hermanos, lo que no es muy civil por incluir algún imperio de la mujer sobre el hombre.
Enrique Flórez — Estrabón. La Cantabria, 1768.

## Religión y divinidades

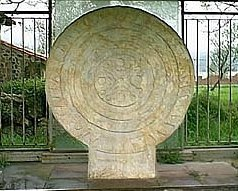
Estela cántabra de Barros (Cantabria). De piedra arenisca y con espigón de base, sus dimensiones son de 1,70 m de diámetro y 0,32 m de espesor.

Los cántabros practicaban una religión politeísta de raíz indoeuropea, influida por el entorno natural y con elementos culturales celtas. Aunque no se conservan textos religiosos, la epigrafía y algunos testimonios literarios permiten identificar varias divinidades veneradas por este pueblo:

### Divinidades atestiguadas
- Erudino: Dios posiblemente relacionado con la guerra. Se conserva una inscripción votiva dedicada a Erudino hallada en el monte Dobra (Torrelavega, Cantabria), datada en el año 161 d. C.[3] Su nombre recuerda al dios galo Rudianos, lo que sugiere un posible sincretismo.

- Júpiter Candamo: Deidad celeste vinculada al cielo, la tormenta y las montañas, posiblemente equivalente local del dios romano Júpiter. Su nombre aparece en inscripciones halladas en Campoo y el entorno de los Picos de Europa.[4]

- Lug: Deidad solar y luminosa asociada al conocimiento, la soberanía y la guerra. Se le atribuye culto en Peña Amaya, importante oppidum cántabro.[5]

- Epona (Epana): Diosa protectora de los caballos, muy extendida en el ámbito celta. Hay testimonios de su culto en Monte Bernorio, antigua fortaleza cántabra.[5]

- Neptuno cántabro: Estatuilla de bronce hallada en Castro-Urdiales (siglos I-III d. C.) que representa una divinidad acuática, identificada con el dios romano Neptuno, aunque con posibles rasgos autóctonos.[6]

- Cantabria (diosa madre): Inscripción votiva hallada en la zona del Danubio dedicada a Cantabria, que podría interpretarse como una deificación simbólica de la región o como una divinidad materna llevada por tropas auxiliares cántabras a las fronteras del Imperio.[7]

- Mater Deva y Cabuniaegino: Divinidades relacionadas con el agua, la fertilidad y la sanación. Ambas aparecen mencionadas en aras votivas halladas en el oppidum de Monte Cildá (Palencia).[5]

Estas divinidades eran veneradas en bosques sagrados, montañas, fuentes y pequeños santuarios rurales, en un marco ritual que incluía danzas, sacrificios animales, baños de vapor y adivinación. No se ha documentado la presencia de druidas, aunque es probable que existiera una clase sacerdotal especializada.

## Idioma

Pueblos prerromanos de la península ibérica.

Idiomas en la península ibérica en el 300 a. C..

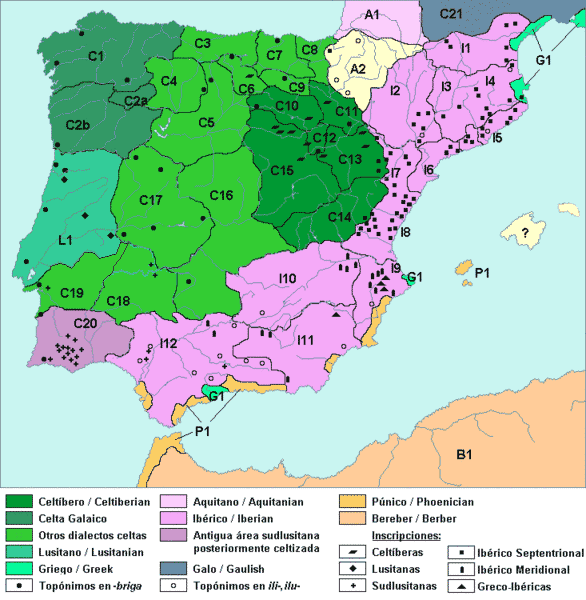
Familias lingüísticas de la península ibérica antes de la romanización
C1: Galaicos / C2b: Brácaros / C3: Cántabros / C4: Astures / C5: Vacceos / C6: Turmogos / C7: Autrigones-Caristios / C8: Várdulos / C9: Berones / C10: Pelendones / C11: Belos / C12: Lusones / C13: Titos / C14: Olcades / C15: Arévacos / C16: Carpetanos / C17: Vetones / C18-C19: Célticos / C20: Conios / L1: Lusitanos / I1: Ceretanos / I2: Ilergetes / I3: Lacetanos / I4: Indigetes / I5: Layetanos / I6: Ilercavones / I7: Sedetanos / I8: Edetanos / I9: Contestanos / I10: Oretanos / I11: Bastetanos / I12: Turdetanos / G21: Galos / G1: Griegos / P1: Fenicios/Cartagineses / B1: Bereberes.

Los cántabros hablaban una lengua aún desconocida cuyos restos se conservan en algunas inscripciones ya romanizadas. A partir de estos restos y de la toponimia de los lugares que ocuparon se han formulado dos corrientes. Una de ellas asegura que hablaban una lengua preindoeuropea preceltica, quizá similar o de parecido origen al protovasco, pero esta teoría está actualmente obsoleta por la evidencia epigráfica conocida. La segunda tendencia es a considerar que los cántabros terminaron por estar altamente influidos por la cultura celta, y su lengua era fundamentalmente céltica, y por lo tanto indoeuropea, con escaso o incluso nulo sustrato preindoeuropeo.

### Dialecto tradicional S. XVIII a actualidad.
El dialecto cántabro, también conocido como montañés, es una variante del español que se habla en las zonas rurales de Cantabria, especialmente en el ámbito montañoso. Este dialecto es conocido por su lexicón único y algunas características gramaticales y fonéticas propias.

#### Características del dialecto
El cántabro conserva elementos arcaicos en su gramática y vocabulario, además de contar con una serie de diminutivos afectivos y expresiones propias de la vida rural. El dialecto se relaciona estrechamente con las actividades cotidianas, como la pesca, la ganadería y la agricultura.

#### Léxico y frases típicas
Algunas palabras y expresiones son características del dialecto cántabro y reflejan tanto el entorno natural como las costumbres y oficios locales.
•	“Abacanto”: bogavante.
•	“Voy a pescar un abacanto para la cena.”
•	“Chigre”: bar o taberna.
•	“Vamos al chigre a tomar algo.”
•	“Ñajo”: niño o crío.
•	“El ñajo corre por el prado como loco.”
•	“Achicar”: sacar el agua de las embarcaciones.
•	“Tenemos que achicar el agua del bote antes de salir.”
•	“Bajera”: pradera o campo de cultivo.
•	“La bajera de la montaña está llena de hierba.”
•	“Escanear”: examinar o revisar.
•	“Tenemos que escanear el ganado antes de venderlo.”
•	“Mojón”: hito o señal de delimitación.
•	“El mojón de piedra marca el final del camino.”
•	“Rapa”: esquila de ovejas.
•	“La rapa de las ovejas se hace en primavera.”
•	“Torga”: cesta.
•	“La torga ya está lista para la venta.”
•	“Vega”: pradera o zona de cultivo.
•	“La vega del río es perfecta para sembrar patatas.”

#### Conservación y uso actual
Aunque el uso del cántabro ha disminuido significativamente, algunas de sus expresiones y palabras siguen vivas en las zonas rurales de Cantabria. Se han realizado esfuerzos para preservar y promover el dialecto a través de proyectos culturales y lingüísticos.

## Tribus cántabras
Varias fuentes clásicas citan siete tribus cántabras. Sin embargo, dos más aparecen documentadas únicamente en Mela (avariginos y salaenos), una más en Estrabón (coniacos) y la existencia de dos más se infiere por el vacío en las fuentes y los datos arqueológicos (noegos y moroecanos).
- Los avariginos eran una de las tribus centrales de la antigua Cantabria, en torno a algunos tramos del río Nansa. Su posición exacta está dicutida. Fueron citados únicamente por el historiador romano Mela.
- Los blendios o plentusios habitaron la zona central de la actual Cantabria, desde Campoo hasta la costa. En su territorio se libró la batalla por Aracillum y se construyó Portus Blendium. Se cree que los pobladores de la zona donde se asentó Julióbriga también eran blendios.

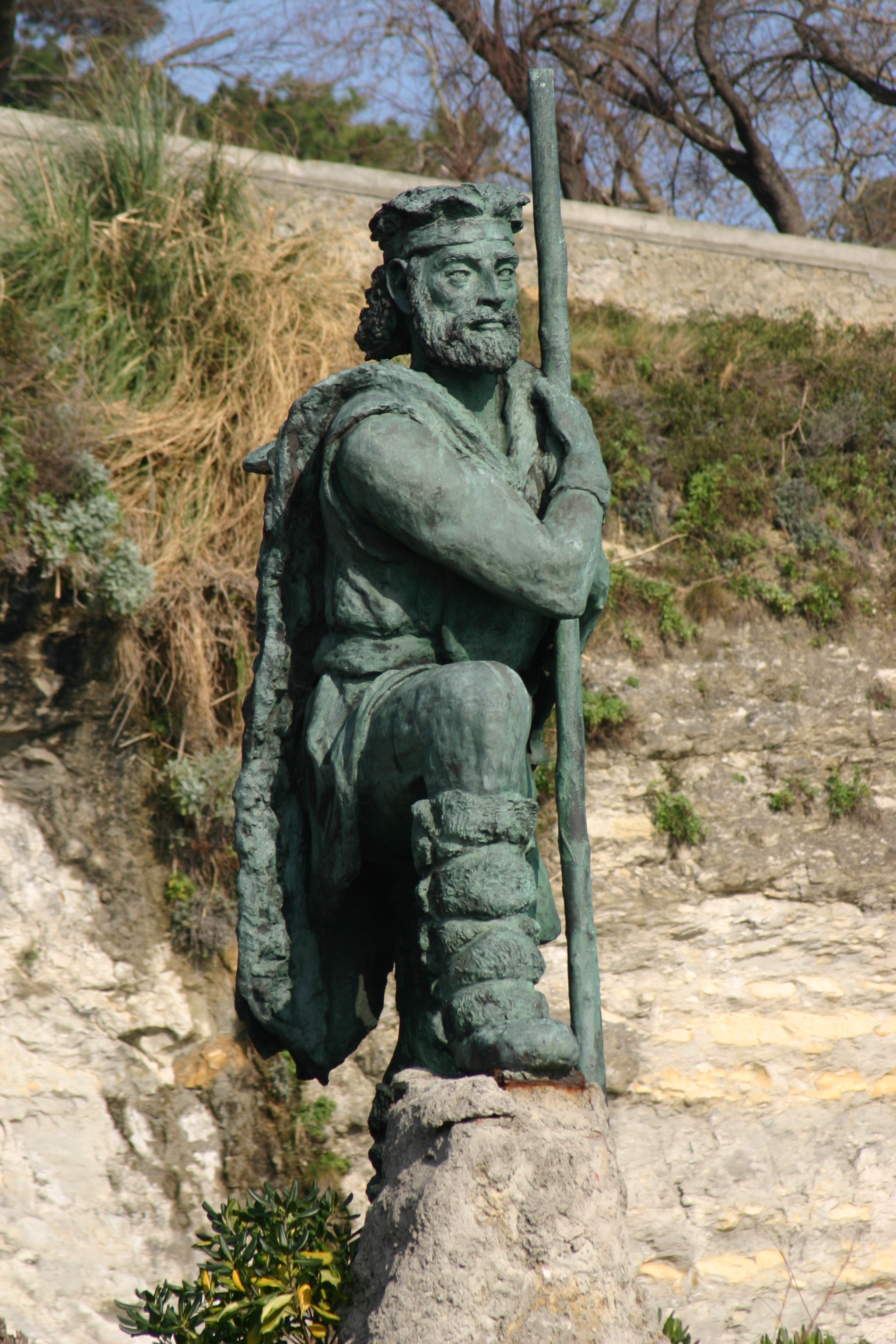
Monumento al cántabro en Santander.

- Los camáricos o tamáricos eran una tribu cántabra que habitaba las tierras de la meseta, ya en el norte de la actual provincia de Palencia.
- Los concanos eran una de las tribus antiguas existente en el territorio de la actual Cantabria. Su capital era la ciudad de Concana, que el geógrafo alejandrino Ptolomeo sitúa en el mismo meridiano que Julióbriga, siendo la ciudad más septentrional de Cantabria según este, pero la misma longitud la atribuye Ptolomeo a Lucentum (Alicante), lo que exige prevenirse ante la inexactitud de su obra.
Actualmente su situación es desconocida. Algunos autores han señalado erróneamente su relación con el topónimo Santillana, en realidad procedente del hagiónimo Santa Juliana. Para otros, podría estar localizada en Liébana, cerca del actual pueblo de Congarna, ya que los datos aportados por Ptolomeo pudieran ser erróneos debido a la concepción especial del mapa de Cantabria que este poseía.[cita requerida]
- Los coniacos, que habitaban junto a los plentusios las fuentes del Ebro según Estrabón. Probablemente la voz coniacos sea una desfiguración o variante de la de concanos, y éstos sean en realidad el mismo pueblo.
- Los coniscos habitaban, según se deduce actualmente de las fuentes clásicas, la zona oriental de la actual Cantabria, en el valle del Asón y el norte de la actual provincia de Burgos.
- Los orgenomescos eran una tribu cántabra asentada en el norte de España, entre el río Sella en Asturias y la zona oeste de Cantabria. Su nombre proviene del céltico org-no - golpear, matar, saquear, y mesk - locura, borrachera; por lo que se puede traducir su nombre por «los que se embriagan en la matanza».
- Los salaenos, que vivían junto al río Saunio, sobre el que existen diversas hipótesis. Tan solo han sido mencionados por Mela.
- Los vadinienses fueron una tribu cántabra. Su nombre procede de la ciudad de Vadinia, de la cual se desconoce el emplazamiento aunque se discuten diversas posibilidades. Su ámbito geográfico abarcaba el oeste de Cantabria, el este de Asturias y el noreste de León (España). Dentro de la tribu se pueden distinguir cuatro clanes: arcaedunos, aroniaecinos, cantianos y corovescos [1]. La tribu vadinense, como los demás pueblos cántabros y astures, combatió en un principio contra las tropas romanas, si bien al final aceptaron su dominio y cultura.
- Los vellicos, en cuyo territorio estaba la ciudad de Vellica. Si el documento llamado Itinerario de Barros es fiable, pueden atribuírseles una larga serie de asentamientos castreños importantes, que los convertirían en una de las mayores tribus de la antigua Cantabria.

Cantabrum indoctum iuga ferre nostra es una famosa expresión que refleja el espíritu de resistencia de los pueblos cántabros ante la invasión romana durante la Guerra Cántabra (29-19 a. C.). Aunque no se encuentra en las fuentes históricas de forma literal, la frase se ha convertido en un símbolo de la lucha de los cántabros por mantener su independencia frente a Roma. Su traducción aproximada podría ser “Cantabria, que no sabe llevar nuestros yugos”, haciendo referencia a la incapacidad de los pueblos cántabros para someterse al poder romano.

### Contexto histórico
Los cántabros eran un pueblo guerrero que habitaba en la región montañosa de Cantabria, en el norte de la península ibérica, concretamente en las zonas cercanas a los Picos de Europa. Su territorio, de difícil acceso debido al relieve montañoso, les proporcionó una ventaja natural en la lucha contra las fuerzas invasoras. A lo largo de la historia, la región se destacó por su independencia y su resistencia a las incursiones de otros pueblos, incluidos los romanos, que ya habían comenzado su proceso de conquista de Hispania en el siglo II a. C.
En 29 a. C., el emperador Augusto emprendió la campaña militar para someter a los cántabros, quienes ya habían resistido con éxito otras incursiones romanas. La Guerra Cántabra fue un conflicto prolongado que duró casi una década, marcado por la feroz resistencia de los pueblos cántabros, quienes emplearon tácticas guerrilleras innovadoras, como el uso del terreno montañoso y la guerra de emboscadas.
La Técnica del Círculo Cántabro de Caballería
Una de las tácticas guerrilleras más destacadas de los cántabros durante la guerra fue la técnica del círculo cántabro de caballería. Esta táctica consistía en organizar a los caballeros en dos grupos que se desplazaban en direcciones opuestas, envolviendo al enemigo desde todos los flancos. El objetivo de esta formación era rodear al ejército romano, forzando a las tropas romanas a luchar en dos frentes al mismo tiempo. Dado que las legiones romanas estaban entrenadas para combatir en formaciones cerradas y no eran tan ágiles en terrenos difíciles, la táctica del círculo cántabro les ponía en desventaja.
Los cántabros, con caballos más ligeros y maniobrables que los de las tropas romanas, podían moverse rápidamente por el terreno montañoso, atacar desde direcciones impredecibles y retirarse sin ser perseguidos. Esta capacidad de golpear y huir les permitió desgastar a las fuerzas romanas de forma constante, generando frustración y desorganización en las filas de las legiones.

### La resistencia y la conquista final
A pesar de la feroz resistencia y las tácticas innovadoras de los cántabros, Roma finalmente logró someter a la región. Las fuerzas de Augusto utilizaron un enfoque gradual, aislando a los pueblos cántabros, sometiendo a los guerreros más destacados y realizando masacres para desmoralizar a la población. Sin embargo, la resistencia fue tal que, según los relatos de las fuentes romanas, la campaña se prolongó durante casi una década, costando a Roma muchas bajas.
Los romanos, al reconocer la efectividad de la técnica del círculo cántabro de caballería, adaptaron tácticas similares en sus propias unidades de caballería. Aprendieron a realizar maniobras envolventes y a emplear formaciones más flexibles, especialmente en terrenos difíciles. Esta adaptación permitió a las legiones romanas enfrentar con mayor éxito la guerra de guerrillas en Hispania, incorporando movimientos rápidos y ataques desde múltiples frentes, similar a lo que los cántabros habían utilizado con gran eficacia.
La caída de Cantabria marcó el fin de la resistencia en el norte de Hispania y la consolidación de Roma como poder hegemónico en la península. No obstante, los cántabros no fueron derrotados fácilmente y su lucha se convirtió en un símbolo de independencia y resistencia frente al imperialismo romano.

## Ciudades
La antigua Cantabria puede dividirse en un territorio litoral o cimentano (litoral de Cantabria y de Asturias hasta el río Sella) y otro interior o cismontano (norte de Palencia y Burgos y sur de Cantabria). Se conocen las siguientes ciudades documentadas por los romanos en el territorio de la Antigua Cantabria:
| Ciudad       | Coordenadas                      | Tribu          | Fuente coetánea   | Identificación actual                         |
| ------------ | -------------------------------- | -------------- | ----------------- | --------------------------------------------- |
| Aracillum    | ¿C. cismontana?                  | Blendios       | Lucio Anneo Floro | ¿Aradillos? ¿Castro de la Espina del Gallego? |
| Argenomescon | 12° / 44° 30'. C. cismontana     |                | Ptolomeo          |                                               |
| Amaya        |                                  |                |                   |                                               |
| Iuliobriga   | 12° 10° / 44°. C. cismontana     | Plentusios     | Ptolomeo          | Ruinas de Julióbriga                          |
| Kamarica     | 11° 45' / 44° 12'. C. cismontana | Camaricos      | Ptolomeo          |                                               |
| Konkana      | 12° 10' / 44° 40'. C. cismontana | Concanos       | Ptolomeo          |                                               |
| Moreca       | 11° 45º / 43° 50'. C. cismontana | Morecanos      | Ptolomeo          |                                               |
| Noega Ucesia | C. cimentana                     | ¿Noegos?       | Ptolomeo          |                                               |
| Octaviolca   | 12° 40' / 44° 45'. C. cismontana | ¿Orgenomescos? | Ptolomeo          | ¿Yacimiento arqueológico de Camesa-Rebolledo? |
| Vadinia      | 11° 20' / 44° 25'. C. cismontana | Vadinienses    | Ptolomeo          |                                               |
| Vellica      | 12° / 44° 25'. C. cismontana     | Vellicos       | Ptolomeo          |                                               |

Además los cántabros disponían de una serie de castros menores y asentamientos desperdigados por toda su geografía.

### Ciudades y Pueblos Romanos en Cantabria
La presencia romana en Cantabria dejó una huella significativa, a pesar de la feroz resistencia que los pueblos cántabros ofrecieron durante la Guerra Cántabra (29-19 a. C.). Tras la derrota de los cántabros, los romanos consolidaron su dominio sobre la región, fundando varias ciudades y asentamientos estratégicos que no solo servían como bases militares, sino también como centros administrativos, comerciales y de control de las rutas hacia el interior de Hispania. Entre estos asentamientos, Juliobriga destaca por la riqueza de sus restos arqueológicos y su relevancia en el proceso de romanización de Cantabria.

### Contexto Histórico de la Conquista Romana de Cantabria
A principios del siglo I a. C., tras la resistencia de los pueblos cántabros, Roma llevó a cabo la conquista de la península ibérica, consolidando su poder en los territorios del norte. La Guerra Cántabra fue un conflicto prolongado que resultó en la victoria de Augusto y la incorporación de Cantabria a la provincia de Hispania. En este contexto, los romanos fundaron una serie de asentamientos para afianzar su control sobre la región y facilitar la integración de los cántabros en la estructura administrativa y cultural romana.
Los romanos establecieron ciudades que servían tanto para fines administrativos como para fomentar el comercio y la romanización de los pueblos autóctonos. Estos asentamientos estaban conectados por una red de carreteras que unían el norte con el resto de Hispania, facilitando el flujo de recursos, tropas y comercio.

### Principales Ciudades Romanas en Cantabria
Aunque no hubo grandes concentraciones urbanas como en otras regiones de Hispania, Cantabria alberga varios asentamientos importantes fundados por los romanos. Algunos de los más destacados son:

#### 1. Juliobriga
Juliobriga es, sin lugar a dudas, la ciudad romana más destacada de Cantabria. Ubicada en el municipio de Campoo de Enmedio, cerca de Reinosa, Juliobriga fue fundada en el siglo I a. C., probablemente durante las primeras etapas de la conquista romana de la región. La ciudad se encuentra en un valle estratégico, cerca de las rutas comerciales y de acceso a las minas de hierro de la región, lo que la convertía en un centro clave para la administración y el comercio.
Los restos arqueológicos de Juliobriga son especialmente relevantes, ya que han permitido conocer el trazado urbano romano, que incluye calles, murallas, termas, casas, y un teatro romano. Además, se han encontrado diversas inscripciones, cerámica, y monedas que proporcionan información sobre la vida en la ciudad y sobre su importancia dentro del contexto romano en Cantabria.
En Juliobriga se pueden observar los restos de las murallas que protegían la ciudad, así como varias puertas de acceso y la estructura de algunos edificios públicos. La ciudad era un importante centro administrativo y comercial, y su ubicación facilitaba el control de las rutas comerciales que atravesaban la región. Además, su proximidad al río Ebro y a otros centros urbanos romanos garantizaba su conexión con el resto de Hispania.

#### 2. Portus Victoriae Iuliobrigensium (Suances)
Suances, un moderno municipio costero de Cantabria, es conocido por haber sido el emplazamiento de un puerto romano importante, Portus Victoriae Iuliobrigensium, cuyo nombre refleja la relación con la familia imperial Julia. Este puerto era un punto estratégico para el comercio marítimo, y los arqueólogos han encontrado restos de instalaciones portuarias, así como cerámica y monedas romanas en la zona.
La ciudad de Suances no fue una gran urbe como Juliobriga, pero desempeñó un papel crucial como puerto comercial, facilitando el intercambio de mercancías entre el interior de Hispania y otras partes del Imperio Romano. Los restos de las estructuras portuarias y las construcciones cercanas sugieren que Suances era un punto clave en la red de comunicaciones de Roma en la región.

#### 3. Flaviobriga (Castro Urdiales)
Flaviobriga, situada en el actual municipio de Castro Urdiales, fue otro de los asentamientos romanos en Cantabria. Fundada como una colonia bajo el nombre de Flaviobriga, la ciudad fue un puerto y centro comercial estratégico. Los restos arqueológicos encontrados en Castro Urdiales incluyen termas, murallas y restos de una necrópolis romana. Su ubicación en la costa facilitaba el acceso al mar y a las rutas comerciales marítimas.
Flaviobriga desempeñó un papel fundamental en las rutas comerciales romanas del norte de Hispania, siendo un lugar de paso para mercancías que iban hacia el sur o que llegaban desde otras partes del Imperio.

#### El Proceso de Romanización en Cantabria
La romanización de Cantabria fue un proceso largo y complejo, que involucró tanto la militarización de la región como la integración de los pueblos autóctonos en la estructura administrativa y cultural del Imperio Romano. La fundación de ciudades como Juliobriga, Suances y Castro Urdiales fue una estrategia romana para afianzar su dominio sobre el territorio y facilitar el control de las rutas comerciales. A través de estos asentamientos, los romanos introdujeron en la región nuevas formas de arquitectura, organización social, sistemas de gobierno, y prácticas comerciales.
Los romanos también promovieron la urbanización de la región, construyendo infraestructuras como vías de comunicación, puentes, termas y otros edificios públicos, que fueron clave para la integración de los pueblos cántabros en el Imperio Romano.
Wikipedia
Buscar
Notification (1)
Diferencia entre revisiones de «Cántabros»
Artículo Discusión
Idioma
Vigilar
Ver historial
Editar

## Origen
El estudio de los yacimientos arqueológicos de la zona donde actualmente se cree que se asentaron los cántabros revela, sobre un substrato neolítico, objetos de factura característica de poblaciones de la región del Danubio y la cultura funeraria de Campos de Urnas que podrían haber llegado durante el Bronce para asentarse posteriormente, durante el segundo milenio a. C., en torno al alto Ebro.
Tanto los gentilicios usados por algunas tribus o clanes cántabros —en particular el de los orgenomescos/¿argentomescios? desplazados finalmente al interior más montano—, así como los cultos equinos, son similares a los de los sármatas y Moesios, Mekhi o Micénicos. Estos últimos, de lengua indoeuropea también, procedían de las regiones al norte del Danubio y emigraron a lugares muy remotos conservando sus nombres originales o variantes, según James P. Mallory.
Aunque lo expuesto anteriormente no permite precisar con certidumbre la procedencia original de estos grupos, estudios genéticos realizados en la actual población de la región, detectan en los genes masculinos un porcentaje mayoritariamente afiliado al haplogrupo R-SRY2627 de procedencia europea, -con origen entre el Paleolítico Superior final y el Neolítico-, y en menor medida al haplogrupo E E-M81(4) procedente del norte de África. La presencia simultánea de estos haplotipos de procedencia africana entre la población masculina es considerada originaria, y la gran variedad de procedencia de los haplogrupos mitocondriales entre los que destacan los usualmente encontrados en el norte de África, sugieren varios posibles influjos sucesivos de poblaciones celtas cercanas a los Ilirios que podrían proceder de la región del Mar Egeo, Macedonia, Bulgaria, Albania y la antigua Tracia donde tales genes se encuentran hoy también.
Alternativamente, algunos de estos subgrupos genéticos de procedencias tan dispares pudieron haber llegado posteriormente a Cantabria durante el dominio cartaginés o romano de la península ibérica, incluso durante la breve dominación musulmana sobre la zona sur de la región.
El clan dominante en la zona más fértil y de acceso a los pasos de altura, los plentusios/¿plentuish?, está relacionado con la cultura posterior de La Tène, propiamente céltica y proveniente del bajo Rin. Pudiera ser de las primeras tribus desalojadas por tribus germanas con anterioridad al 300 a. C. Estos son, quizás, similares en etimología e identidad a los Pelendones celtibéricos entre los ríos Ebro y Duero.
Concanos, coniscos, salaenos y otros pueblos pudieron haber sido relegados a zonas menos favorables de pastoreo. Dentro de la comunidad tribal al parecer representan grupos célticos del Hallstatt o gentilidades matriarcales paleolíticos afines a los vascos como señala Joaquín González Echegaray.